# تپه خرمن جاخاک پتیه
تپه خرمن جاخاک پتیه مربوط به دوران پیش از تاریخ ایران باستان تا دوران‌های تاریخی پس از اسلام است و در شهرستان الیگودرز، روستای خاک پتیه واقع شده و این اثر در تاریخ ۵ آذر ۱۳۸۰ با شمارهٔ ثبت ۴۳۸۸ به‌عنوان یکی از آثار ملی ایران به ثبت رسیده است.